# Ivana Čornejová
Ivana Čornejová (* 11. srpna 1950 Praha) je česká historička specializující se na české a církevní dějiny 16.–18. století a dějiny českého školství, zejména Univerzity Karlovy. Jako pedagožka se habilitovala a získala titul docentky. Pracovala v Ústavu dějin Univerzity Karlovy a archivu Univerzity Karlovy, kde zastávala pozici vedoucí Ústavu dějin Univerzity Karlovy. Mimo to také vyučovala na Katedře dějin a didaktiky dějepisu Pedagogické fakulty Univerzity Karlovy. Je předsedkyní redakční rady časopisu Marginalia historica.
Jejím prvním manželem byl Jiří Rak, jejím druhým manželem je historik Petr Čornej.